# Грушевский, Александр Васильевич
Александр Васильевич Грушевский (18 августа 1932 — 17 августа 2020) — советский шахматист, мастер спорта СССР (1959), тренер. Инженер-лесомелиоратор.
Выступал за Ташкент «Мехнат». Восьмикратный чемпион Узбекской ССР (1956, 1958, 1960, 1962 — 1-е место; 1953, 1961 — 1—2-е; 1954 — 1—3-е; 1955 — 2-е, после игравшего вне конкурса Л. Шамковича). В полуфинале XXIX первенства СССР занял 7-е место. Победитель I международного турнира стран Азии в Ташкенте (1959).
В мемориале Ходжаева (1978/1979) — 3—4-е места.
Совместно с Б. Барановым и М. Мухитдиновым посетил Китай в 1958 году.
Тренировал Рустама Касымджанова.